# 공옥진
공옥진(孔玉振, 1931년 8월 14일 ~ 2012년 7월 9일)은 대한민국의 판소리 명창 · 민속 무용가였다. 대한민국 1인 창무극의 선구자였으며, 병신춤으로 유명하다. 2010년 11월에 전라남도 무형문화재 29-6호 일인창무극 심청가 예능보유자로 지정되었다.

## 생애
1931년에 전라남도 승주군(현 순천시) 송광면 월산리 추동마을에서 판소리 명창 공대일의 4남매 중 둘째로 태어났다. 일곱 살때 어머니를 여의고 일본에 가서 최승희에게 춤을 배웠는데, 사실상 천 원에 그녀에게 팔려가서 몸종 노릇을 한 것이라고 밝히기도 했다. 일본에서 돌아온 후 아버지에게 판소리를 배우기 시작했으며, 1948년에는 고창 명창대회에 나가 장원을 했다.
곱사춤의 명인이라 부를 만큼 곱사춤을 재주로 피워냈고 더불어 원숭이 · 퓨마 등 동물을 모의한 춤까지 추고 있어 전통연예인이면서 예술적 표현력의 왕성함을 보이는 창작인이기도 하다. 심청전 · 흥부전 등을 일인극으로 엮어 노래와 춤, 연기 모방춤으로 이끌어냈다.
공옥진의 1인 창무극은 전수중인 수제자가 없어 그녀가 사망하면 1인 창무극의 맥이 끊기게 되지만, 전통을 계승한 것이 아닌 공옥진 자신의 창작무용이라는 이유로 무형문화재 지정이 거부되었다. 그러나 많은 전문가들은 1인 창무극이 비록 공옥진의 창작이긴 하나 전통에 기반을 두고 있고, 문화적 가치도 뛰어나다며 문화재 지정이 시급하다는 의견이 대부분이었다. 그러던중, 마침내 2010년 11월 전라남도 무형문화재 29-6호 일인창무극 심청가 예능보유자로 지정되었다.
1998년에 뇌졸중으로 한 차례 쓰러진 바 있고, 2004년에 2번째 뇌졸중으로 쓰러진 후에는 왼쪽 몸이 마비돼 무대에 오르지 못했다. 2007년에 국민기초생활수급자로 지정되었으며, 전남 영광군 영광읍 교촌리 예술연구소에서 생활하다가 2012년 7월 9일 향년 80세로 노환인 뇌졸중으로 별세하였다.
그의 외동딸인 김은희도 1995년에 KT 시외전화 CF에 출연했으며, 친정 종손녀 공민지도 현재 음악 그룹 2NE1의 멤버로 활동하다가 해체후 KBS 언니들의 슬램덩크 시즌2에 출연하고 있다.

## 가족 관계
- 아버지: 공대일(1910년~1990년)

판소리 명창 및 남도 인간문화재
- 조카: 공명규(1957년 ~ )

아르헨티나 탱고 댄서 및 홍보대사
- 외동딸: 김은희(1948년~ )
- 손녀: 김형진(1972년~ )
- 친정 종손녀: 공민지(1994년~ )

2NE1의 전 멤버

## 출연 작품

### 영화
- 꼬방동네 사람들(1982년)
- 허튼소리 (1986년)
- 고독이 몸부림칠 때(2004년)

## 광고
- 한국통신 시외전화(1995년)